# Урьян-Уба
Урья́н-Уба́ (Урьяноба́, Ульяноба, Урян, азерб. Üryanoba) — село в Азербайджане. До 2010 года эксклав России, расположенный на территории Хачмазского района Азербайджана.

## История
В 1954 году между Дагестанской АССР и Азербайджанской ССР была осуществлена взаимная передача небольших территорий в пользование в сельскохозяйственных целях сроком на 30 лет. Дагестан получил в Азербайджане во временное пользование земли для остановки перегоняемого на зимние пастбища скота. Там постепенно образовались постоянные пастушьи стоянки, возникли жилые дома. Так появились населенные пункты Храх-Уба и Урьян-Уба. Срок действия соглашения об обмене территориями был продлён в 1984 году ещё на 20 лет и окончательно истек в 2004 году, уже после распада СССР. Иных документов, в которых говорилось бы о наличии принадлежащих России территорий в Азербайджане, ни в центральных, ни республиканских архивах не обнаружено.
3 сентября 2010 года в Баку президентами Российской Федерации Д. А. Медведевым и Азербайджанской Республики И. Г. Алиевым был подписан Договор о государственной границе, установивший прохождение линии сухопутной границы между двумя государствами, соответствующий бывшей административной границе между Дагестанской АССР и Азербайджанской ССР. Так как безвизовое проживание граждан стран СНГ на территории Азербайджана ограничено лишь 90 днями, азербайджанские власти предоставили жителям двух сёл, всё ещё сохранявшим российское гражданство, возможность принять гражданство Азербайджана по упрощённой схеме; часть жителей Урьян-Убы воспользовалась этим предложением. 26 декабря 2012 года правительство Дагестана обязалось переселить оставшихся 400 жителей Урьян-Убы и Храх-Убы на территорию Дагестана и обеспечить их жильём.

## Топографические карты
- Лист карты K-39-86 Хачмас. Масштаб: 1 : 100 000. Издание 1978 г.